# Хоэль II (герцог Бретани)
Хоэль II (также Оэль II; брет. Hoel II a Vreizh, фр. Hoël II de Bretagne; около 1030 — 13 апреля 1084) — граф Корнуая с 1058 года, граф Нанта с 1063 года, титулярный граф Ренна и герцог Бретани с 1066 года.

## Биография

### Правление
Хоэль II был сыном графа Корнуая Алена Каньяра и графини Нанта Юдит. В 1058 году скончался его отец, после чего Хоэль стал обладателем графства Корнуай. Через пять лет, в 1063 году, скончалась его мать Юдит, после чего Хоэль стал правителем и Нантского графства. Для усиления контроля над Нантом он назначил епископом Нанта своего младшего брата Гюереша в 1059 году, а в 1061 году подтвердил его права. После смерти Гюереша в 1079 году его брат Бенедикт, с 1066 года бывший настоятелем Сен-Круа в Кемперле, стал новым главой Нантской епархии.
В 1066 году скончался сын Алена III, герцог Бретани Конан II. Хоэль женился на его сестре и наследнице Авуазе. 11 декабря 1066 он был официально объявлен герцогом Бретани. Хоэль также оспаривал графство Ренн у незаконного сына Алена III Жоффруа Грегоната.
Как сосед герцогства Нормандии Хоэль участвовал в нормандском завоевании Англии во главе с Вильгельмом Завоевателем, за что получил крупные феоды в Англии.
Начало его правления было спокойным, но его жена Авуаза скончалась в 1072 году. Между 1075 и 1077 дворяне Бретани подняли восстание во главе с графом де Пентьевр Жоффруа I, графом Ренна Жоффруа II Грегонатом и виконтом де Пороэт Эдом I, которых поддержало прочее население Бретани. С помощью Вильгельма Завоевателя и своего старшего сына Алена Хоэлю, наконец, удалось подавить восстание.
Хоэль II перенес свой двор в Кемпер, где и скончался 13 апреля 1084 года.

### Семья
Жена: с 1066 года — Авуаза (умерла 19 августа 1072) — титулярная графиня Ренна. Дети:
- Ален IV Фержен (умер 13 октября 1119) — герцог Бретани с 1084 года
- Авоиза (умерла после 1075), упоминается в записях аббатства Сен-Георг в Ренне
- Матье (умер в 1103 или 1104) — граф Нанта с 1084 года
- Эд (умер в 1072 или 1075), упоминается в картуляриях Редонского аббатства[англ.] в 1089 году
- Хильдеберга[1]; муж — сеньор Мэна Жоффруа III (умер в 1098)
- Бенедикт
- Адела II[2] (умерла 14 октября 1152), настоятельница монастыря в аббатстве Сен-Георг в Ренне с 1085 года до своей смерти.